# Dunaújváros Futball Club
El Dunaújváros Futball Club (anteriorment anomenat Dunaferr SE) fou un club hongarès de futbol de la ciutat de Dunaújváros. Va desaparèixer l'any 2009.

## Història
Evolució del nom:
- 1951 Dúnapentelei Vasas
- 1952 Sztálinvárosi Vasmû Építõk
- 1955 Sztálinvárosi Vasas
- 1961 Dunaújvárosi Kohász Sportegyesület
- 1989 Dunaferr SE (Dunaferr Sportegyesület
- 2003 Slant/Fint Dunaújváros
- Dunaújvárosi Kohász
- Dunaújváros FC

El nom de la ciutat canvià amb el pas dels anys. Dúnapentelei significa vila del Danubi, Sztálinváros significa Ciutat de Stalin i l'actual nom Dunaújváros significa Nova Ciutat del Danubi.

## Palmarès
- Lliga hongaresa de futbol (1):
  - 2000